# 蠟筆小新：Amigo！森巴入侵計畫
《蠟筆小新：Amigo！森巴入侵計畫》日语：），2006年4月15日在日本上映，是《蠟筆小新》系列電影第14作。

## 概要
- 利用生物科技製造出的複製人襲擊真正的人類並讓真人突然失蹤消失，又或者是複製人成為詭異的森巴舞者以及變成怪物，以上種種駭人、令人震驚的場景描寫及令人留下懸念的表現手法在以往的蠟筆小新劇場版中較為少見。
- 本作舞台僅位在小新所居住的春日部市，比起之前的劇場版較廣泛的故事舞台來說，規模的確較為侷限。但是費妮曾於劇中提到「最初的複製人事件發生於美國加州的聖塔莫尼卡，接著是墨西哥、加拿大，到春日部已經是第六個城市。」足見複製人事件於全世界的影響程度。而在最初的事件發生地聖莫尼卡的森巴嘉年華會曾為新聞台所轉播。故事前期時野原一家收看時的場景，費妮曾於記者播報時短暫地出現於鏡頭前。
- 原平了在獨立完成本作的腳本一職後曾因出家而暫時離開動畫業界。值得一提的是，距上次原平隨著獨立完成的腳本已經要追溯到十三年前的《蠟筆小新：動感超人VS高衩魔王》。
- 從劇中的「傲嬌」（費妮夾克上的字樣）等言詞，可看出劇場版導演所賦予的趣味要素。另由於導演特別喜愛風間這個角色，導致本作中風間的鏡頭較其他人特別的多。而小新於本作中的鏡頭大多穿著幼稚園制服，而非平常的便服。本作另一特色為，有些較少出現於劇場版的電視版角色登場。
- 劇中組織「SRI」係致敬於1986年由圓谷製作所推出的特攝電視劇《怪奇大作戰》所登場的架空組織．科學搜查研究所（Science Research Institute）。「傑克森·費妮」一名，來自已故的知名美國科幻、恐怖小說作家．傑克·芬利。
- 池田秀一（Amigo森巴配音）和太太玉川紗己子（風間的媽媽配音）首度於劇場版同台合作演出。
- 倖田來未在本作擔任主題曲演唱者後，在2010年再度替電視版主題曲獻聲。
- 本片似乎致敬於天外魔花，片中對複製人的描述類似於天外魔花中被外星人附體喪失人格的個體。

## 故事
吉永老師、松阪老師、上尾老師三人在居酒屋內喝酒聚會。松阪老師提議在幼稚園的園遊會上跳森巴舞，欲藉此讓幼稚園能夠招徠更多學生就讀，惟此提案使吉永老師和上尾老師面有難色。當三人各自回家後，吉永老師在街上察覺有人正在偷窺著自己，於是她立即轉身卻沒看到任何人在後方，吉永老師隨後急忙地穿越平交道，但是她正要回家時遭到和自己長得一模一樣的神秘人物襲擊。
隔天早上，小新一如往常地讓娃娃車在家門外等候，這時吉永老師的異常舉動讓園長和美冴感到很訝異。正男在幼稚園的休息時間向小新、妮妮、風間與阿呆表示他發現小愛的行為有點奇怪，因為小愛平常總是將正男當成傭人來使喚，而現在的小愛卻對正男很畢恭畢敬而且還稱他為「正男大人」（原本只有小新會被這麼稱呼）。因此正男認為小愛可能是冒牌貨，這時阿呆說出他在新開的超市中聽到有關「會碰到一個和自己一模一樣的複製人，而正體則莫名地消失」的春日部都市傳說。幾天後，野原一家來到前述超市進行購物，只顧著挑選零食而沒發現媽媽已經離開的小新，在賣場內尋找媽媽美冴的時候，搭訕穿著「傲嬌」運動外套的神秘女子。之後找到了媽媽和小葵，而這個媽媽美冴以「要買什麼零食都可以」的話術誘騙小新，所幸後來被該神秘女子所救。同時，廣志和美冴似乎看到另外一個自己，開始懷疑被某人在暗中窺視著。
過沒多久，複製人已經在春日部市蔓延開來。小新等人在幼稚園內受到多日來複製人謠言的影響，開始猜測哪些人可能會是複製人，這時先前舉動就很奇怪的吉永老師和園長先生在孩子們面前提議於園遊會跳森巴舞，而當歌曲播放後部分人竟然會跳起舞來，而這個動作似乎就是複製人的反射動作，就連幼稚園部分兒童和黑磯也已經成為複製人，他們的舉動引來松阪老師的注意。當松阪老師發現吉永老師的行為有點不對勁後，她這才意識到事情變得一發不可收拾，妮妮建議小新趕緊播放收音機的森巴舞音樂，要求松阪老師跟他們逃跑，因此松阪老師立刻帶著上尾老師跟著春日部防衛隊逃走，但是上尾老師卻被其愛慕的複製人黑磯所吸引而被捉住，正男跟著小新一行人逃走時卻聽到小愛不斷地叫着他，正男在風間的勸說下忍痛不去理會小愛的呼喚。而當複製人園長和孩子們擋住入口時，松阪老師決定捨身抵擋複製人園長和孩子們的追擊，好讓春日部防衛隊順利逃脫。小新一行人好不容易逃出去後，他們在公園很擔心被捉走的松阪老師與上尾老師的安危，因此正議論著他們的父母是否也變成複製人，風間堅決不相信便先行回家。隨後其他隊員也相互約定若是發現父母有異狀就要立刻回到公園集合。然而回到家的風間卻發現複製人媽媽的身旁出現複製人小徹，因此被複製人給抓走。後來正男、妮妮與阿呆也陸續回到家觀察家人的狀況。
傍晚的電車上，廣志回想起他的同事川口在上班期間的異狀，發覺川口已淪為複製人，令廣志開始擔心起家人的安全，可是就在廣志出站後卻被川口及複製人大軍給攔下來，廣志費一番功夫才擺脫追擊，他趕緊跑回家後發現另一個廣志和小新正在泡澡，因此廣志跟另一個廣志開始大打出手。兩個廣志為了向美冴證明自己是本尊展開激鬥，最後美冴從廣志的胯下遭到重擊的反應立即辨別出冒牌貨，使複製人廣志因此落荒而逃。在趕跑複製人廣志後，複製人川口帶著大批人馬出現在家外，正當廣志要求全家開始戰鬥時，小白卻不斷對著屋內吠叫並跑到小新面前開始表演「敲敲大象」給他看，但是小新卻不知道小白在幹嘛，廣志與美冴這才知道原來跟複製人廣志一起洗澡的小新也是冒牌貨，而複製人小新也在被小白給識破後逃跑。之後複製人廣志開車衝撞房屋，讓複製人大軍包圍野原家，就在野原家遇險時有一輛廂型車衝進來，車上的小新急忙叫大家上車，廣志與美冴經過一番確認後就認出小新不是冒牌貨，車上的司機是先前幫助過小新的神秘女子。那位神秘女子名叫「傑克森·費妮」，她自稱係SRI（Sambano Rhythm Iine，意為森巴的律動真棒）組織的搜查人員，知道費妮是過來幫忙的廣志與美冴照著小新的話，趕緊帶著小葵與小白搭上車逃離複製人大軍。另一方面妮妮、正男、阿呆回到公園會合，因小新與風間尚未出現而擔心起來，結果遭複製人風間指使的人馬給包圍，所幸小新一行人及時趕到並且救出妮妮、正男與阿呆。
眾人在逃跑的路程中，廣志與美冴在車子開到路口時發現街上完全都沒有路人與車子，費妮告訴他們街上其實有許多人在暗中監視，她研判除了車上的小新一行人之外，所有的春日部居民已經變成複製人。費妮解釋根據他們的組織發現，跳森巴舞的複製人是由生物科技權威Amigo森巴利用生物科技技術所製造的。眾人此時發現所有通往外地的主要幹道都被複製人阻斷，阿呆此時提議可藉春日部山山路到達外地，可是他們在通過山路時遭到複製人阿吉、小美的突襲，當費妮試圖聯絡總部時卻發現Amigo森巴方面利用干擾電波來阻擋訊息傳遞。最終除了脫逃成功的小白和費妮之外，眾人仍被捉住並被帶往複製人大軍的基地，此時發現複製人的基地其實是一座地下蒟蒻工廠，而複製人都是利用蒟蒻所製造而來的。
Amigo森巴立即出現，告訴小新一行人有關自己利用生物科技讓活性化後的蒟蒻成為複製人的素材，好讓春日部變成永遠都會跳森巴舞的森巴城，而且被複製人所取代的居民們也全都被抓進基地的秘密空間內被迫不斷地跳舞。正當小新一行人遇險時，費妮在小白的幫助下帶領SRI部隊救出小新一行人並且與Amigo森巴展開森巴舞對決。究竟Amigo森巴的真實身分到底是誰？小新一行人要如何阻止Amigo森巴的野心呢？

## 登場角色
| 配音員                                  | 角色        | 介紹 |
| 原著角色                                | 原著角色    | 原著角色 |
| --------------------------------------- | ----------- | --- |
| 渡邊明乃 楊凱凱（台灣）                 | 傑克森·費妮 | 本部電影女主角，以追查與逮捕Amigo森巴為目標的神祕女子，是隸屬SRI組織的特派員。穿著一件有著「傲嬌」字樣的運動外套，被小新稱為「冰山美人」，個性似乎也是如此。格鬥的技巧相當優秀。人物設計原型為演唱本作主題曲的倖田來未。事件終結後和SRI隊員一同修繕遭到破壞的野原家。 |
| 田島令子 池田秀一 魏晶琦 曹冀魯（台灣） | Amigo森巴   | 蒟蒻複製人的開發者，生物科技界的世界權威，以森巴女舞者的身分出場（田島令子配音；魏晶琦（台灣）），並配戴面具遮住臉部。其主導進行「世界森巴化計畫」。真面目為費妮的父親，為了追求森巴的基本舞蹈和美容與健康而忘記自己的舞步才引起這次的事件。                          |
| 中江真司 曹冀魯（台灣）                 | 奇可        | Amigo森巴的親信。特徵為爆炸頭（本作中因戴著面罩，所以只有DVD版本才能看到爆炸頭）。 |

## 登場兵器
Colt Government
費妮所使用的小型手槍。
H&K MP5SD
費妮所使用的短式機關槍。其他的SRI隊員也持有H&K MP5，過去的劇場版也曾出現。不過，她的抑制器和彈匣卻有些不同。
只要更換彈匣就可成為溶解蒟蒻複製人的特殊水鐵炮。
H&K MP5
SRI隊員的制式裝備。只要更換彈匣就可成為溶解蒟蒻複製人的特殊水鐵炮。
Uzi
奇可使用的短式機關槍。
T1 Microbus
費妮搜查用的復古廂型車，SRI組織的預備必需品。外觀與市售車輛差異不大，但內裝被全面改造搭載電腦、雷達、傳感器等裝置。
數據資料庫的瀏覽及郵件的收發所使用的GUI為Mac OS X。車身上的福斯標誌被替換成SRI的組織標誌。
蒟蒻複製人
Amigo森巴利用生物科技所製造開發的複製人。
以模具切割出人形的蒟蒻後，浸泡於神秘液體後便會發出怪聲並且能夠自行走動再抹上特殊的醬料（顏料），最後進入人形模具機壓板後便可以生成和特定人物一模一樣的複製人。外觀和本人幾乎無法辨識，不過複製人有著「個性比本人來得正面、陽光」、「聽到音樂就會跳舞」等特點上的差異。複製人的軀體相當細密且柔軟，一般普通的攻擊無法造成損傷，不過若為強力的攻擊則有可能使得它們呈現非人體工學的歪曲。Amigo森巴只要彈指便可讓蒟蒻複製人飛往空中變成綻放的煙火。SRI組織所調配的特殊液體可讓蒟蒻複製人瞬間熔解。只要蒟蒻複製人跳起舞來，那麼被複製的人也會沒來由地被操縱而跟著跳。在Amigo森巴的本部中所有的春日部居民都被操縱著。

## 音樂
| 類別   | 曲名         | 作詞     | 作曲                    | 編曲                    | 歌手                                                                   |
| ------ | ------------ | -------- | ----------------------- | ----------------------- | ---------------------------------------------------------------------- |
| 片頭曲 | 「」         |          | 中村康就                | 中村康就                | 野原しんのすけ（矢島晶子）（コロムビアミュージックエンタテインメント） |
| 片尾曲 | 「GO WAY!!」 | 倖田來未 | 小松寛史（rhythm zone） | 小松寛史（rhythm zone） | 倖田來未                                                               |

## DVD
- DVD - 2006年11月24日由萬代影視公開發售。

## 電視播出
於2007年4月13日首播於朝日電視台，導演剪輯版亦上映。約有1/3的片段遭到刪減。電視版本中，片尾曲MV也為刪減畫面。

## 外部連結
- 互联网电影数据库（IMDb）上《蠟筆小新：Amigo！森巴入侵計畫》的资料（英文）
- 開眼電影網上《蠟筆小新：Amigo！森巴入侵計畫》的資料（繁體中文）
- 时光网上《蠟筆小新：Amigo！森巴入侵計畫》的資料（简体中文）
- 豆瓣电影上《蠟筆小新：Amigo！森巴入侵計畫》的資料 （简体中文）